# Križarska opsada Zadra
 Ovo je glavno značenje pojma Križarska opsada Zadra. Za druga značenja pogledajte Opsada Zadra.
Križarska opsada i osvajanje Zadra događaj je koji se zbio 1202. godine, na početku Četvrtog križarskog rata koji je rezultirao osvajanjem Zadra i Carigrada. Križarskim osvajanjem Zadra istodobno je završio Hrvatsko-mletački rat koji se vodio u razdoblju od 1181. do 1202. godine i u kojem su Mlečani 20 godina bezuspješno pokušavali osvojiti Zadar, da bi na kraju 1202. godine uz pomoć križara preuzeli vlast u tom gradu.

## Povod
Grad Zadar je zahvaljujući svom silnom usponu u srednjem vijeku postao velika smetnja ambicijama moćnije Venecije na istočnoj obali Jadrana. Stoga nije čudno da je grad izložen čestim nasrtajima Mlečana, posebice u 12. i 13. stoljeću, te je glavni izvor sukoba Mletačke Republike s hrvatsko-ugarskim vladarima.
Razdoblje od 11. stoljeće do 14. stoljeća, iako burno i puno opsada i stradanja, bilo je zlatno doba Zadra. U zaleđu grada formirala se i rasla hrvatska država, s kojom je Zadar postupno uspostavljao ponajprije trgovačke, a potom i političke veze. Hrvati su se sve više prihvaćali i integrirali u gradskom životu. Stanovništvo Zadra je tako već u 12. stoljeću bilo pretežito hrvatsko, o čemu svjedoči posjet pape Aleksandra III. 1177. godine, kojeg su Zadrani dočekali laudama na hrvatskom jeziku. 
Zadrani su tijekom 11. stoljeća poduzimali napore za vlastito osamostaljenje od Bizanta, istovremeno sve češće i silovitije ratujući s Venecijom, koja je grad prvi put napala i zauzela 1000. godine. Od 1069. godine Zadar je s ostalim dalmatinskim komunama pripojio svojoj državi hrvatski kralj Petar Krešimir IV. Poslije dinastičkih borbi i smrti kralja Dmitra Zvonimira 1089. godine, Zadar od 1105. priznaje vlast prvog hrvatsko-ugarskog kralja Kolomana. Već 1116. godine Zadar je uz stalni otpor i pobune građana ponovno pod mletačkom vlašću, koje se uspijeva osloboditi 1181. godine priznavanjem vlasti hrvatsko-ugarskog kralja Bele III., čime je od kralja dobio široku autonomiju.
Kada je papa Inocent III. 1198. godine pozvao vojsku na Četvrti križarski pohod na Svetu zemlju, sakupio je svega trećinu potrebnih sredstava. Mletačka Republika obvezala se tada Križarima osigurati prijevoz brodovima do Egipta i upregla sve svoje snage u izgradnju moćne flote od dvije stotine jedrenjaka. Neuspješni ishod križarskog pohoda izravno je prijetio bankrotom i propašću Republike. Mlečani su stoga vidjeli svoju priliku za opsadu i pljačku bogatog Zadra.

## Opsada
Ugovor o prijevozu križarske vojske u početku nije imao posebno političko značenje, jer su Mlečani i ranije preuzimali transportne poslove, čime su sebi priskrbili izuzetnu korist. Križarsku vojsku trebali su pratiti mletački brodovi s mletačkim posadama, dostatni za 4.500 vitezova, isto toliko konja, 9.000 konjušnika i 20.000 pješaka, kao i za potrebnu hranu.  Konačna svota koju su križari trebali platiti bila je utvrđena na 85.000 srebrnih maraka.
Vodstvo križara preuzeo je Bonifacije II. od Montferrata, a među prvacima nalazio se i Geoffroie de Villehardouin koji je kao povjesničar opisao čitav pothvat. Križari su se počeli okupljati u Veneciji u proljeće 1202., a polovicom godine već se pokazalo da nedostaje više od jedne trećine ugovorene svote. Mlečanima je ta neprilika dobro došla, jer su križari bili u njihovim rukama. Gotovo slijepi osamdesetogodišnji mletački dužd Enrico Dandolo nije pomislio na poništenje ugovora, već je križarima ponudio lukavi prijedlog da u nemogućnosti plaćanja pomognu Veneciji pri zauzimanju Zadra, kako bi se dug prema Mletačkoj Republici namirio blagom i dobrima zaplijenjenim u gradu. Križari su se suprotstavili napadu na kršćanski grad, pa se stoga jedan dio vojske vratio svojim kućama, a manji se samostalno zaputio prema Palestini. Međutim, većina križara nije imala drugog izbora, jer je odustajanje od Dandolovog prijedloga značilo i propast križarskog pohoda. Nakon teških pregovora križari su nevoljko prihvatili plan dužda Enrica Dandola, a dužd ih je na koncu pridobio i time što se, iako star i slijep, javno u crkvi sv. Marka prihvatio križa i sam se prijavio za sudjelovanje u križarskom ratu.
Dandolo je spretnom diplomacijom proširio svoj politički plan tako da više nije bilo riječi o samome osvajanju Zadra, a dobro mu je poslužio i Aleksije, sin svrgnutog cara Izaka II. Angela, koji traži pomoć za ponovno osvajanje prijestolja Bizantskog Carstva. Sve to bilo je previše primamljivo i za križare i za Veneciju, čime je križarski pohod poprimio posve drugi smisao i karakter – vjerska ideja o borbi protiv nevjernika postala je predmetom trgovine i spretnim izgovorom za prikrivanjem političkih planova.  
Time je sve bilo spremno za isplovljavanje jedne od najsjajnijih mornarica što ju je dotadašnji svijet vidio. Početkom listopada 1202. godine flota je isplovila prema obalama Dalmacije, ali se duždu Dandolu nije žurilo, jer je htio primorati križare da u Zadru i prezime. Križarska je vojska stigla pred dobro utvrđen Zadar tek dana 11. studenog 1202. kada kroničar Geoffroie de Villehardouin zapisuje da je to grad «zatvoren visokim zidovima i visokim tornjevima i da bi uzalud tražili ljepši i bogatiji grad». Pošto se pred Zadrom skupila čitava flota, razbijen je lanac na ulazu u luku i počela je opsada. Iako su Zadrani izvjesili na zidove i križeve, a poslanstvo hrvatsko-ugarskog kralja Emerika molilo križare da ne diraju grad, ništa nije zaustavilo duždevu želju za osvajanjem Zadra. Budući da su bili preslabi za otpor tolikoj vojsci, Zadrani su ponudili predaju grada uz uvjet da sačuvaju svoje živote. Kada im dužd na te uvjete nije htio dati odgovor bez savjetovanja s križarskim vođama, s kojima je i pošao na dogovor, neki od vođa križara odgovorili su zadarske poslanike od predaje, pa ih dužd više nije zatekao kada je htio prihvatiti uvjete predaje. K tome se umiješao i poslanik pape Inocenta III. koji je u njegovo ime zabranio napad na kršćanski grad, međutim sve je bilo uzalud. Dužd Dandolo je započeo sa žestokom opsadom koja je trajala dva tjedna, a potom su i križari počeli bušiti gradske zidine. Čim je križarska rulja provalila u kršćanski grad 18. studenog počela je sa strašnim pokoljem i pljačkom. Većina zadarskih građana pobjegla je u Nin i Biograd gdje su pokušali započeti novi život.
Po osvajanju grada Mlečani ga nisu htjeli napustiti tako brzo. Dogovoreno je da se grad podijeli na dva dijela – mletački i križarski, te da se u njemu prezimi i na proljeće krene prema Carigradu. Kralj Emerik uzaludno je molio papu da natjera francuske barune da mu vrate grad. Papa Inocent III. ekskomunicirao je Mlečane i križare koji su sudjelovali u osvajanju i pljački Zadra i nemoćno im prijetio ako i dalje budu uništavali grad. Tražio je i zakletvu od križara da više neće upadati u kršćanske zemlje, ali je sve to bila uzaludna opomena. Kada su 1203. Aleksijevi poslanici počeli nuditi velike nagrade za pohod na Carigrad, križare više nitko nije mogao zadržati u Zadru. Dužd je prije napuštanja grada dao srušiti zidine uz more i pojačati one s kopnene strane, kako bi ga lakše branio u slučaju borbe s hrvatsko-ugarskom vojskom.
Dvanaest križarskih vođa potpisalo je ugovor s carevićem Aleksijem, no neki su križarski vođe napustili Zadar i stavili se na stranu hrvatsko-ugarskog kralja. Križarska se vojska gotovo posve razišla, pogotovo kada su potrošene zalihe hrane u opljačkanom Zadru. Pri oslobođenju grada od preostalih križara najveću ulogu odigrao je tada najmoćniji hrvatski velikaš Domald koji je 1204. izabran za zadarskog kneza. S obnovom vlasti hrvatsko-ugarskog kralja, grad postepeno oživljava i u njega se počinje vraćati staro stanovništvo. Pretpostavlja se da je Domald nastojao i pomagao oko izgradnje Novog Zadra, tj. Biograda u koji su prebjegli brojni Zadrani. No, po njihovom povratku u Zadar, Biograd je dobio naziv Stari Zadar i to se ime u talijanskom obliku Zara Vecchia održalo do danas.

## Posljedice
Mnogi kroničari zabilježili su križarsko razaranje kršćanskog Zadra kao uvod za slično osvajanje Carigrada i pokolj njegovih, također, kršćanskih stanovnika točno dvije godine kasnije. Zaboravljena je prvotna zamisao oslobađanja Jeruzalema i ostalih svetih gradova u Palestini od nevjernika, te kasnije planirani prodor u Egipat. Sve je to toliko oslabilo Bizant, da su Turci kasnije lako prodrli u Europu.
Zadar je uz stalne pobune građana i povremena oslobađanja ostao pod vlašću Mletačke Republike do 1358. godine. 1205. godine Zadrani potpisuju ugovor s duždom Rainierijem Dandolom, kojim su se htjeli mirnim putem zaštititi od novih mletačkih napada. Hrvatsko-ugarski kralj Bela IV. uspio je vratiti Zadar pod svoju kontrolu od 1242. – 1247., no grad će se zadržati pod dužom vlašću hrvatsko-ugarskog kralja tek nakon ugarsko-mletačkog rata 1356. – 1358. Kralj Ludovik I. Anžuvinac uspio je poraziti Veneciju i vratiti grad pod svoje okrilje mirom u Zadru, dana 13. veljače 1358. godine.

## Prikaz u medijima
- U rujnu 2016. godine, izdavačka kuća Profil knjiga izdala je knjigu 1202. Roman o križarskoj opsadi Zadra zadarskog farmaceuta i pisca Frane Herende. Roman opisuje dva desetljeća zadarske povijesti koja su prethodila križarskoj opsadi Zadra 1202. godine.[3][4]
- Križarska opsada Zadra pojavljuje se i u videoigri The Cursed Crusade iz 2011. godine.[5]